# Miasma (omeopatia)

Esemplificazione visiva di un miasma o diatesi che tenderà a ripercuotersi sui tre livelli esistenziali dell'uomo

Il miasma, secondo l'omeopatia, è una predisposizione originaria della persona a un peculiare tipo di malattia, proprio della sua costituzione.
Il termine deriva dal greco μίασμα, «contaminazione», derivato di μιίνω, «lordare», «contaminare».

## La teoria del miasma o diatesi
La teoria del miasma sostiene che diversi individui, esposti agli stessi eventi patogeni, sviluppano ognuno un tipo di malattia conforme alla loro predisposizione innata (insieme di fattori genetici, ereditari, ecc.), indipendente cioè dall'ambiente e relativo invece alla loro costituzione interna.
Fu ideata da Samuel Hahnemann dopo aver riscontrato che, a lungo andare, i sintomi trattati con l'omeopatia tendevano a ripresentarsi, per riuscire a spiegare come mai la malattia non venisse debellata completamente. Egli giunse così a distinguere le patologie acute, che presentavano sintomi facilmente arginabili in breve tempo, da quelle croniche, ossia giacenti in profondità e che costituivano la vera causa della sintomatologia. Queste ultime, secondo Hahnemann, consistono in squilibri originari della forza vitale  (Lebenskraft), denominati appunto «miasmi», che predispongono la persona a una particolare tipologia di malattie (chiamati in seguito «diatesi», cioè inclinazione costituzionale morbosa) e vengono trasmessi per via ereditaria dai genitori ai figli.
(S. Hahnemann, Organon dell'arte di guarire, paragrafo 204, traduzione di Fernando Meconi, editore S.I.M.O.H., Roma 1993)
I miasmi si dividono quindi in tre categorie:
- Miasma per difetto, detto psora, che dà luogo a ipotrofia e debolezza, corrispondenti a timidezza e insicurezza sul piano psichico;
- Miasma per eccesso, detto sicosi, i cui segni si esprimono sotto forma di verruche, noduli, fibromi, e di irrequietezza e impazienza psichiche;
- Miasma distruttivo, detto lue, che si manifesta con la disfunzione, l'erosione o la necrosi degli organi, corrispondente ad aggressività e atteggiamento violento.[3]

Si tratta di tre forme del dinamismo morboso che convivono nei tre livelli dell'individuo, ognuna delle quali può avere il sopravvento sulle altre. La psora era considerata da Hahnemann la condizione patologica di base, da cui possono eventualmente svilupparsi le altre due; sebbene non fosse riuscito a risalirne con esattezza alla causa, egli riferisce di essere riuscito a curarla con successo, ottenendo forme di guarigione più profonde e durature, soprattutto sui neonati e sui lattanti.
(S. Hahnemann, Organon dell'arte di guarire, paragrafo 284, traduzione di Fernando Meconi, editore S.I.M.O.H., Roma 1993)